# Aéroport international de Mogadiscio
L'aéroport international Aden Adde (code IATA : MGQ • code OACI : HCMM), anciennement appelé aéroport international de Mogadiscio, est l'aéroport international de la capitale somalienne de Mogadiscio. il doit son nom à Aden Abdullah Osman Daar, le premier Président de Somalie. Il a servi de base pour les troupes américaines lors l'Opération Restore Hope.
La guerre civile somalienne a rendu l'aéroport hors d'usage mais en 2006, les militants islamistes ont tenté de rouvrir l'aéroport. Toutefois, il a été bombardé peu de temps après lors de l'invasion éthiopienne de la Somalie. L'aéroport est de nouveau restauré en 2013 et redémarre alors ses activités.

## Histoire
L'aéroport de Mogadiscio est construit en 1928, ce qui fait de lui le premier équipement de la sorte dans la Corne de l'Afrique. C'est la base militaire principale de la Somalie italienne. Au milieu des années 1930, l'aéroport devient également civil et propose des vols commerciaux. Une ligne régulière Asmara-Assab-Mogadiscio démarre en 1935 sous les couleurs d'Ala Littoria, avec un Caproni 133 effectuant 13 heures de vol direct de Mogadiscio à l'Érythrée italienne et à son bord un maximum de 18 personnes. En 1936, Ala Littoria lance une liaison intercontinentale entre Mogadiscio-Asmara-Khartoum-Tripoli et Rome. Le voyage durait 4 jours et est un des premiers vols long-courrier de l'époque.

## Situation
| Galkacyo Abudwak Mogadiscio Bosaso K50 Kismayo Garowe Berbera Burao Hargeisa Borama Erigavo Las Anod Kalabaydh |

## Compagnies aériennes et destinations
| Compagnies              | Destinations |
| ----------------------- | --- |
| African Express Airways | Bosaso, Garowe, Hargeisa, Kismayo, Nairobi-J. Kenyatta |
| Air Djibouti            | Djibouti-Ambouli |
| Daallo Airlines         | - Bosaso, - Djeddah - Roi-Abdelaziz, - Djibouti-Ambouli, - Dubaï, - Hargeisa, - Nairobi-J. Kenyatta                                                                       |
| Ethiopian Airlines      | Addis-Abeba Bole, Jijiga |
| flydubai                | Dubaï |
| Freedom Air Express     | - Abudwak, - Adado (en), - Baidoa, - Bosaso, - Dusmareb, - Gaal Kacyo, - Garowe, - Gualaco, - Hargeisa, - Kismayo, - Nairobi-J. Kenyatta, - Beledweyne (en)               |
| Jambojet                | Nairobi-J. Kenyatta |
| Jubba Airways           | - Adado (en), - Baidoa, - Bosaso, - Djeddah - Roi-Abdelaziz, - Djibouti-Ambouli, - Dubaï, - Gaal Kacyo, - Garowe, - Gualaco, - Hargeisa, - Kismayo, - Nairobi-J. Kenyatta |
| Kenya Airways           | Nairobi-J. Kenyatta |
| Qatar Airways           | Doha-Hamad |
| Turkish Airlines        | Istanbul |
| Uganda Airlines         | Entebbe |

Édité le 12/05/2019  Actualisé le 4/12/2023